# Rio RainbowGate!
『Rio RainbowGate!』（日语：リオ レインボーゲート!）是2011年1月播放的日本電視動畫。
Pachislo為原案發售的Rio系列。

## 故事
大富豪的孫女敏特・克拉克與祖父一同來到最有人氣的賭博聖地「霍華德」參觀。敏特卻是個對賭博不感興趣的人，此時碰巧遇上被稱為「勝利的女神」的女性理歐・羅倫斯兩人相識之後便一同開始面對新的挑戰。

## 登場角色
理歐・羅倫斯（聲：井上麻里奈）
國籍：美國
生日：10月11日
年齡：21歲
血型：B型
身高：164cm
三圍：B91/W59/H88
最喜歡的食物：薑餅
興趣：彈珠臺、作點心
霍華德度假村最有人氣的發牌者，手持「7」號的Gate持牌者。擁有Roll Ruler（ロールルーラー）的能力。被人稱為「勝利的女神」，只要理歐出現在附近原本殺氣騰騰的賭場就會緩和下來，且帶給週遭的人運氣。養著名叫琪布（♂）的雪貂寵物。傳說持牌者麗莎的女兒，夢想有一日可以成為跟母親一樣的持牌者。經常面帶微笑，宗旨是「滿足客人的願望」。比起自己更在意週遭的朋友，總是自然而然的關心朋友、替別人著想。
過去曾在某個賭場代替客人賭局，勝利以後被神秘的男子給予「7」號的Gate，並留下「小姐有持有這個的資格」後離去。
莉娜・立花（聲：高橋智秋）
霍華德新聘請的發牌者，理歐的兒時玩伴。理歐的母親麗莎的學生。
母親長期住院，父親也因為工作關係而無法回家，被祖父寄養在麗莎底下照顧，因此跟理歐宛如姐妹關係，直到出國留學以後分隔兩地。與理歐一樣可以使用Roll Ruler（ロールルーラー），不同的是莉娜是使用力量來支配比賽的，為了獲勝不惜用殘酷的手段。
於動畫第八集中表明自己是理歐同父異母的姐妹，但認為一像對母親溫柔的父親是與理歐的母親私奔，並以此怨恨為復仇目標，想奪取所有的GATE以切斷理歐與理歐母親的牽絆。
敏特・克拉克（聲：竹達彩奈）
被大富豪的祖父帶來霍華德度假村的少女。
起初對於住在霍華德度假村的賭場絲毫不感興趣，之後因為與理歐相遇變開始產生興趣且非常喜歡理歐，希望理歐做自己的姐姐。看到理歐跟莉娜過度的友好會非常的忌妒吃醋。
隨身抱著一隻標有（made in china）的布偶熊巧可。
罗莎・卡尼安（聲：清水香里）
霍華德賭場的常客，好萊塢女優。
賭博運氣偏差經常在角子機（slot machine）前苦惱著。偶而會代替其他發牌者來擔任判定理歐與其他賭客的賭局勝負。對於Gate Battle的賭局非常感興趣。
蒂凡尼・阿波特（聲：中島沙樹）
霍華德度假村最受歡迎的兔女郎。身穿紅色的比基尼以及紅兔耳朵。
主要負責遊戲的介紹以及評論。
阿妮娅・黑尔辛格（聲：福井裕佳梨）
從俄羅斯來的新人發牌者。
非常尊敬理歐，以前輩來稱呼。雖然有不錯的發牌者素質卻經驗不足，目前由理歐來指導。容易受人喜愛的天然呆孩子，經常自己絆倒自己或是在什麼東西都沒有的地方跌倒，且給霍華德賭場各種大小的災難。
汤姆・霍华德（聲：石井康嗣）
霍華德度假假村的業主。做事大膽豪快以利益為優先的老闆，總是讓理歐穿暴露度非常大的服裝，其行為與犯罪無差異。對於理歐與其他人比賽的時候必定會準備攝影組的人來拍攝，即使理歐慘敗也可以把SEX的影片做成CM來賣，因此有時期望理歐可以輸掉。經常被社員稱為色老頭。
依露・阿达姆斯（聲：内田彩）
霍華德度假村的兔女郎。個性較無口。艾露的雙胞胎妹妹。
艾露・阿达姆斯（聲：内田彩）
霍華德度假村的兔女郎。非常的有元氣。依露的雙胞胎姐姐。
达娜（聲：茅原實里）
霍華德度假村的專屬魔法師。手持「8」號的Gate持牌者。
能夠用塔羅牌來預測未來。
琳达（LINDA-R-2007）（聲：日笠陽子）
霍華德度假村專有，賭場用的發牌人型機器人。
身上持有「4」號的Gate。

### 卡爾提亞派
卡爾提亞（聲：大原沙耶香）

布魯・哈特（聲：稻田徹）
卡爾提亞的部下。充滿美國音調的男人，自稱「自動販賣機的達人」。
受卡爾提亞的命令來到霍華德賭場與理歐比賽自動販賣機抽獎一決勝負，最後以敗北收場。
傑克・麥蒂（聲：小林由美子）
祖先代代為拆除炸彈專家，久而久之使得該家族擁有遠距離操控物體的超能力。
因為不想繼承家業而從中逃出，在餓死於接頭之際被卡爾提亞收留，並被利用。
為了重獲自由而與理歐對決GATE競賽，最後以失敗收場。
可以藉由正義超人的COSPLAY套裝來增幅超能力。

### 其他登場人物
丽莎・羅倫斯（聲：井上喜久子）
理歐的母親。再世上唯一收集齊全13張Gate的人，同時也有「ダブル・アール」（Double All）的稱號，傳說的Dera。左邊的臉頰上有顆痣。
其在收集到13張GATE成為MVCD的同時被撲克牌工會的激進派盯上，意圖綁架以行壞事，為了顧及到理歐與莉莎的安全而與莉莎的父親雷一起銷聲匿跡。
於動畫第10集中，為了讓理歐回覆能力而與霍華德兩人設計賭局，假名為JOCKER並在理歐獲勝之後給予GATE一張。
克拉克（聲：金城武勝）
大富豪，敏特的祖父。讓敏特長期居住在霍華德的人。與霍華德是互相信任的關係。

### 其他客人
歐林・登喜路（聲：高木涉）
為了搶奪敏特手中的小熊布偶夜晚時埋伏在酒店路上，因埋伏的保鏢被理歐擊退，隔日出現在霍華德賭場提議與理歐展開賭局。結婚典禮五分鐘前新娘跑路後至此都是單身漢，一直以來用玩偶撫平著妻子跑路的痛楚，是個『重度玩偶收藏狂』，對於敏特手中產於比利時的布偶非常執著。在現實中毫無女人緣但是對自己的賭運有自信，比試德州撲克都以四張Q－四條（Four of a kind）來對決因此以「女王殺手」的名號自稱。
埃雷维斯（聲：高橋廣樹）
為了獲得理歐手中的Gate而來到霍華德賭場。外表輕浮精神洋溢的男子，對於美女都已紳士般的態度對待，且已親暱的方式稱呼，身後有許多的女性跟隨在後，認為沒有女性在他面前是不會被迷倒的。自稱自己是被數字和女人愛著的男人，以周圍的環境分析數值以及高密度的計算來解讀所有的對決方法。手中持有著一把放置Gate的特殊形狀麥克風，對決中都以絕對的自信來面對各種場合。
擁有「3」號Gate的持牌者。與理歐對決時因過度依賴數據而被未預料到的意外輸掉比賽，之後Gate被阿妮娅回收後交到理歐手中。

## 用語
ゲート/Gate
國際的Dera派遣機關「國際賭場Dera工會」發行的13張卡片。Gate的持有者都以「Gate持牌者」稱呼。持牌者賭上手中的GATO與其他的持牌者戰鬥並以「Gate Battle」進行，最後收集齊13張Gate的持牌者將會得到工會授予的最強Dera的証明。
實際上，GATE是超古代文明的失落技術所創造出來的時代錯誤遺產（Out Of Place Artifacts,OOPARTS），是上古時代就存在的撲克牌與羅牌原型。
傳說著能得到13張GATE的人就能看見彩虹之橋，實質上那是MVCD與GATE共鳴之時所開啟的大門，跨過此門的人將獲得異於常人的成長，將有一瞬間獲得能有時現任何願望的命運操縱術，也就是Ultimate Roll Ruler
ロールルーラー/Roll Ruler

### 工作人員
- 原作 - 光榮特庫摩
- 監督 - 加戶誉夫
- 系列構成 - 關島真賴
- 人物設計 - 志村久
- 動畫制作 - XEBEC
- 製作 - 霍華德度假村開發集團
- 情节设计 - 寺岡賢司、長屋侑利子
- 美術設計 - 平澤晃弘
- 美術監督 - 木下了香
- 色彩設定 - 關本美津子
- 撮影監督 - 武原健二
- 編集 - 坂本久美子
- 音樂 - 梅堀淳
- 音響監督 - 田中一也
- 制作人 - 原尾宏次、妹尾亘、堀切伸二

### 主題曲
片頭曲
（和世界一起转动）
歌 - （理欧（井上麻里奈）、敏特（竹達彩奈）、莉娜（高橋智秋）、琳达（日笠陽子））/作詞--畑 亞貴 / 作曲--OPA /編曲--齋藤悠弥
片尾曲

作詞 -  / 作曲・編曲 - 小池雅也 / 歌 - ULTRA-PRISM

### 各集列表
| 集数 | 副标题   | 中文副标题  | 脚本                | 分镜              | 演出                | 作画監督            | 総作画監督               |
| ---- | -------- | ----------- | ------------------- | ----------------- | ------------------- | ------------------- | ------------------------ |
| #01  |          | 胜利的女神  | 関島眞頼            | 加戸誉夫          | 加戸誉夫            | 志村久              | -                        |
| #02  |          | Gate持有者  | 久保田雅史          | いまざきいつき    | 孫承希              | 長屋侑利子 中村深雪 | 志村久                   |
| #03  |          | 梅瑟琳      | 荒木憲一            | 柳沼和良          | 柳沼和良            | 岩岡優子            | 志村久                   |
| #04  |          | 姐妹        | 関島真頼            | 佐佐木奈奈子      | 佐佐木奈奈子        | 關口雅浩            | 長屋侑利子               |
| #05  |          | 天空度假村  | 久保田雅史          | 加戸誉夫          | 加戸誉夫            | 小島智加 赤尾良太郎 | 志村久                   |
| #06  |          | Roll Ruler  | 荒木憲一            | 吉田英俊          | 大庭秀昭            | 松川哲也            |                          |
| #07  |          | Antlion     | 關島眞頼            | 久行宏和          | 筑紫大介            | つなきあき          | 志村久                   |
| #08  |          | 杀手锏      | 久保田雅史          | 二瓶勇一          | 飯村正之            | 長屋侑利子 奥谷周子 |                          |
| #09  |          | Joker       | 荒木憲一            | 佐佐木奈奈子      | 工藤寛顕            | 岩岡優子            | 志村久                   |
| #10  |          | REBIRTH     | 関島眞頼            | 阿部雅司          | 阿部雅司            | 關口雅浩            | 半部淳                   |
| #11  |          | NUMBER 10   | 久保田雅史          | 樋口香里          | 筑紫大介            | 長屋侑利子          | 草苅大介 勝谷遥          |
| #12  |          | Speculation | 荒木憲一            | 吉田英俊          | 五十嵐達矢          | 長屋侑利子          | 西谷秦史 古川信之        |
| #13  |          | RainbowGate | 関島眞頼            | 阿部雅司 加戸誉夫 | 長澤剛              | 志村久              | 大浪太 渡邊政訓 奥谷周子 |
| #14  |          | Let's happy | 久保田雅史 荒木憲一 | 久行宏和          | 五十嵐紫樟 加戶譽夫 | -                   | 長屋侑利子 大浪太        |
| #14  | Daydream |             | 久保田雅史 荒木憲一 | 久行宏和          | 五十嵐紫樟 加戶譽夫 | -                   | 長屋侑利子 大浪太        |

### 播放電視台
| 播放地域   | 播放電視台   | 播放日期               | 播放時間                   | 播放系列       | 備註           |
| ---------- | ------------ | ---------------------- | -------------------------- | -------------- | -------------- |
| 東京都     | TOKYO MX     | 2011年1月4日 - 3月29日 | 星期二 23時00分 - 23時30分 | 独立UHF局      |                |
| 愛知縣     | 愛知電視台   | 2011年1月5日 - 3月30日 | 星期三 26時28分 - 26時58分 | 東京電視網     |                |
| 近畿廣域圏 | 毎日放送     | 2011年1月6日 - 3月31日 | 星期四 25時55分 - 26時25分 | TBS系列        |                |
| 日本全域   | BS11         | 2011年1月7日 - 4月1日  | 星期五 23時00分 - 23時30分 | BSデジタル放送 | ANIME+範圍     |
| 日本全域   | NICONICO動畫 | 2011年1月8日 -         | 星期六 0時00分頃更新       | 網路電視       | 最新話一週免費 |
| 日本全域   | AT-X         | 2011年1月8日 - 4月2日  | 星期六 8時30分 - 9時00分   | CS放送         | 有重播         |
| 神奈川縣   | tvk          | 2011年4月4日 -         | 星期一 25時45分 - 26時15分 | 独立UHF局      |                |

## 外部連結
- 電視動畫官方網頁（日語）